# Медыньш, Язеп
Я́зеп (Язепс) Ме́дыньш (латыш. Jāzeps Mediņš, в русском написании также Мединьш, Мединь, в документах советского времени — Язеп Георгиевич Медынь, 13 февраля 1877, Ковно — 12 июня 1947, Рига) — латышский композитор и дирижёр, заслуженный деятель искусств Латвийской ССР (1945).

## Биография
Отец — Юрис Медыньш — был военным музыкантом в русской армии, играл на кларнете.
В 1896 году Язеп окончил Рижский музыкальный институт Эмиля Зигерта по классам скрипки, виолончели и фортепиано. С этого времени преподавал в Рижском музыкальном институте, являлся его директором (1901—1914). Работал в различных оркестрах Риги, дирижёр Рижского латышского театра (1906—1911), русской передвижной оперной труппы (1915), оперного театра в Баку (1916—1922), концертмейстер и дирижёр Латвийской Национальной оперы в Риге (1922—1925). В 1945—1947 годах преподавал в Латвийской консерватории, с 1946 года — профессор.

## Творчество
Сочинил 2 оперы («Жрица» — 1927, поставлена в Латышской опере; «Земдеги» — 1947, завершена М. Заринем), 3 симфонии (1922, 1937, 1941), симфоническую поэму «Латышская земля» (1935), симфонические сюиты, концерт для скрипки с оркестром (1911), несколько хоров и др.
Последователь позднеромантического направления.

## Семья
Младшие братья Екаб и Янис, а также сестра Мария — композиторы.

## Память
- Имя Язепа Медыньша присвоено музыкальной школе при Латвийской консерватории.